# Голланд, Вадим Семёнович
Голланд Вадим Семёнович (1926—2008) — дважды лауреат Государственной премии РФ, заслуженный изобретатель РСФСР, лауреат премии имени П. О. Сухого II степени.

## Биография
Родился 14 августа 1926 года в городе Витебске. Участник Великой Отечественной войны.
После окончания в 1959 году Московского авиационного института начал работу в «ОКБ Сухого», где прошёл путь от инженера-конструктора до заместителя главного конструктора ОАО «ОКБ Сухого». Возглавил направление по разработке и внедрению в серийное производство и эксплуатацию систем электроснабжения и электрифицированных систем самолёта и силовой установки самолётов «ОКБ Сухого».
Под его руководством и при личном участии разработана оригинальная система электроснабжения постоянного тока, система распределения, электрические распределительные устройства и устройства для электроснабжения самолёта, обладающие оптимальными массо-габаритными характеристиками, находящиеся на уровне лучших зарубежных образцов, а по безотказности и превышающие их. Это позволило обеспечить бесперебойным электропитанием высокого качества проводную систему управления самолётом, навигационные и другие системы.
За время работы в «ОКБ Сухого» В. С. Голланд получил более 50 авторских свидетельств на изобретения и несколько патентов
Дважды лауреат Государственной премии РФ, заслуженный изобретатель РСФСР, лауреат премии имени П. О. Сухого II степени. Награждён орденами Почёта, Отечественной войны II степени, Трудового Красного Знамени, «Знак Почёта», медалью ордена «За заслуги перед Отечеством» II степени.